# Марцелл Эмпирик
Марцелл Эмпирик (IV—V века) — древнеримский медик-фармаколог времён императора Феодосия I.

## Биография
Родился в городе Бурдигала (современный Бордо) в провинции Аквитания. Происходил из аристократической и состоятельной семьи, получил хорошее образование. Благодаря протекции другого жителя Авсония, который также происходил из Бурдигалы и был воспитателем императора Грациана, Марцелл Эмпирик в 394 году стал членом императорского правительства. После того как Феодосий I стал императором всей Римской империи Марцелл Эмпирик был назначен на пост магистра оффиция. На этой должности он был до захвата южной Галлии вестготами. После этого он выполнял некоторые поручения императора Аркадия, в частности с дипломатическим заданием в 415 году посещал Палестину. В дальнейшем вероятно он уже служил вестготским королям и умер в городе Нарбон. Его потомки были достаточно влиятельными в этом городе в V веке.

## Медицина
Он был практикующим врачом, о чем свидетельствует его прозвище «Эмпирик». Так в Риме называли врачей, которые в своей деятельности использовали эмпирические методы, основанные на опыте. По некоторым сведениям Марцелл был личным врачом императора Феодосия I. Марцелл использовал уже существующие знания (в частности работы Скрибония Ларга, так называемые медицинские труды Плиниев), опыт народной медицины галлов, изобретения в фармакологии. Марцелл много внимания уделял лечению людей с помощью целебных растений. В своей деятельности он совмещал обязанности врача с христианскими догмами. Все знания и опыт Марцелл Эмпирик изложил в своем сочинении «De medicamentis», который стал своеобразной сборкой лекарственных средств. Здесь также представлены виды ядов и противоядий, магические обряды для преодоления врага.
Его сборник был издан в 1536 году в Базеле.

## Произведения
- «De medicamentis empiricis, physicis et rationalibus liber». в 36 главах. Выпущено в 406 году.
- Письма и послания сыновьям. 78 гезаметров.